# Fischbach, Luxemburg
Fischbach (luxemburgiska: Fëschbech) är en kommun och by i centrala Luxemburg. Kommunen ligger i kantonen Mersch. Den hade år 2017, 1 195 invånare.